# 短刺锥
短刺锥（学名：Castanopsis echidnocarpa）为壳斗科锥属下的一个种。

## 扩展阅读
- 維基物種上的相關：短刺锥